# Рацике (Кремона)
Рацике је насеље у Италији у округу Кремона, региону Ломбардија.
Према процени из 2011. у насељу је живело 43 становника. Насеље се налази на надморској висини од 52 м.